# ورزشگاه چورنومورس
ورزشگاه چورنومورس (به لاتین: Chornomorets Stadium) یک ورزشگاه فوتبال در اوکراین است که در اودسا واقع شده است.